# Національна премія України імені Тараса Шевченка — лауреати 2002 року
Національні премії України імені Тараса Шевченка в галузі літератури, журналістики, мистецтва і архітектури 2002 року були присуджені Указом Президента України від 5 березня 2002 р. № 209 за поданням Комітету по Національних преміях України імені Т. Г. Шевченка. Розмір Національної премії України імені Тараса Шевченка склав п'ятдесят тисяч гривень кожна.

## Список лауреатів
| Галузь                           | Лауреат                                                                                     | Обґрунтування                                                                        |
| -------------------------------- | ------------------------------------------------------------------------------------------- | ------------------------------------------------------------------------------------ |
| Література                       | Римарук Ігор Миколайович — письменник                                                       | за книгу поезій «Діва Обида»                                                         |
| Образотворче мистецтво           | Бокотей Андрій Андрійович — художник                                                        | за просторові композиції зі скла                                                     |
| Концертно-виконавська діяльність | Майборода Роман Георгійович — артист                                                        | за вокальні партії в оперних виставах                                                |
| Журналістика і публіцистика      | Білокінь Сергій Іванович — культуролог                                                      | за науково-публіцистичну книгу «Масовий терор як засіб державного управління в СРСР» |
| Кінематографія                   | Микульський Аркадій Миколайович — кінорежисер Череватенко Леонід Васильович — кінодраматург | за документальну кінотрилогію «Я камінь з Божої пращі»                               |